# Carlo Broglia
Pour les autres membres de la famille, voir Maison de Broglie.
Carlo Broglia, né à Chieri le 16 septembre 1552 et mort à Turin le 8 février 1617, est un prélat, archevêque de Turin de 1592 à 1617,.

## Biographie
De la famille Broglia di Chieri, Carlo Broglia est le fils de Giovanni Broglia, seigneur de Santena. Il est l'oncle de l'évêque Ottavio Broglia (en).
Après avoir revêtu l'habit ecclésiastique, il est nommé abbé de Fruttuaria en 1591.
Le 20 novembre 1592, il est nommé archevêque de Turin et, dix jours plus tard, il est consacré à Rome par le cardinal Agostino Valier. Parmi ses premiers travaux d'administration de l'archidiocèse, il institue une plus grande rigueur dans le respect des fêtes religieuses, conformément aux décrets du Concile de Trente. Il convoque à cet effet un synode et se distingue dans son travail de visites pastorales.
Il meurt à Turin le 8 février 1617.